# 爪周囲炎
爪周囲炎（そうしゅういえん、英: Paronychia）は、爪の周りの皮膚の炎症である。突然現れる症状には痛み、発赤、腫れ、膿であり、徐々に現れる症状には軽度の圧痛、爪の変化である。人差し指と薬指は最も罹患しやすいが、他の指や足の指にも発症する。合併症には膿瘍などがあげられる。
原因は、頻繁な手洗い、爪噛み、特定の医薬品などによる感染症（細菌、ウイルス、真菌）である。通常、原因細菌が黄色ブドウ球菌の場合の発症は突然であり、カンジダ・アルビカンスの場合の症状は徐々に顕著になる。また、軽度の外傷も炎症のリスクを増加させることがある。診断は診察に基づく。
急性爪周囲炎は一般的に温罨法、抗生物質、ドレナージによって治療される。慢性爪周囲炎は一般的に根本にある原因を避けるとともに抗真菌薬、クロトリマゾールやベタメタゾンなどの副腎皮質ホルモンクリームを用いた治療がおこなわれる。爪周囲炎はよくある手の炎症の1つである。女性の罹患率は男性の3倍である。